# Драгомир Фелба
Драгомир Фелба (Скопље, 7. јул 1921 — Београд, 13. јул 2006) био је српски и југословенски филмски, позоришни и телевизијски глумац.

## Биографија
Студирао је технички и правни факултет, а касније и Високу филмску школу у Београду коју је и завршио 1950.
Дебитовао је у крагујевачком Народном позоришту али је већ 1952. године прешао у Југословенско драмско позориште. Већ од 1956. године има статус слободног уметника.
Прву филмску улогу одиграо је 1948. године у филму Софка а прославио се улогом у филму Барба Жване. За улогу у филму Козара је, на Пулском филмском фестивалу, награђен специјалном дипломом.
Драгомирова супруга Соња је извршила самоубиство у марту 2000. године, док је њихова ћерка Ивана преминула у децембру исте године након дуге и тешке болести, након чега се он потпуно повукао из јавности. Преминуо је 2006. године у Београду, а сахрањен је у Алеји великана на Новом гробљу у Београду.

## Филмографија
|                   | 1940 ▼ | 1950 ▼ | 1960 ▼ | 1970 ▼ | 1980 ▼ | 1990 ▼ | 2000 ▼ | Укупно |
| ----------------- | ------ | ------ | ------ | ------ | ------ | ------ | ------ | ------ |
| Дугометражни филм | 3      | 14     | 33     | 33     | 23     | 0      | 1      | 107    |
| ТВ филм           | 0      | 0      | 2      | 9      | 6      | 3      | 0      | 20     |
| ТВ серија         | 0      | 0      | 1      | 8      | 4      | 3      | 0      | 16     |
| ТВ мини серија    | 0      | 0      | 0      | 1      | 2      | 0      | 0      | 3      |
| Кратки филм       | 0      | 1      | 0      | 0      | 1      | 3      | 0      | 5      |
| Укупно            | 3      | 15     | 36     | 51     | 36     | 9      | 1      | 151    |

| Год.       | Назив                                        | Улога                        |
| ---------- | -------------------------------------------- | ---------------------------- |
| 1940.-те ▲ |                                              |                              |
| 1948.      | Софка                                        |                              |
| 1949.      | Мајка Катина                                 | Командант одреда             |
| 1949.      | Барба Жване                                  | Барба Жване                  |
| 1950.-те ▲ |                                              |                              |
| 1950.      | Језеро                                       |                              |
| 1950.      | Црвени цвет                                  | Раде                         |
| 1951.      | На граници                                   |                              |
| 1951.      | Мајор Баук                                   | Ђура                         |
| 1951.      | Дечак Мита                                   | Ђорђе                        |
| 1952.      | У олуји                                      | Драго                        |
| 1953.      | Далеко је сунце                              | Гвозден                      |
| 1955.      | Вучја ноћ                                    | Марко                        |
| 1955.      | Њих двојица                                  | Вељко                        |
| 1958.      | Алекса Дундић                                | Палић                        |
| 1958.      |                                              |                              |
| 1959.      |                                              | Грегори                      |
| 1959.      |                                              |                              |
| 1959.      | Ветар је стао пред зору                      | Чеда                         |
| 1960.-те ▲ |                                              |                              |
| 1960.      | Капо                                         |                              |
| 1960.      | Дан четрнаести                               |                              |
| 1960.      | Тројица (ТВ)                                 |                              |
| 1961.      | Насиље на тргу                               | Серафин                      |
| 1961.      | Узаврели град                                | Шарац                        |
| 1962.      | Сјенка славе                                 | Гашпар                       |
| 1962.      | Прекобројна                                  | Инжењер Жиле                 |
| 1962.      | Козара                                       | Обрад                        |
| 1963.      | Приче о јунацима (ТВ)                        |                              |
| 1963.      | Операција Тицијан                            | Михин помоћник               |
| 1963.      | Насиље на тргу                               | Серафин                      |
| 1963.      | Промаја (серија)                             |                              |
| 1964.      | Под истим небом                              |                              |
| 1964.      | Николетина Бурсаћ                            |                              |
| 1964.      |                                              | Никола                       |
| 1964.      | Прометеј с отока Вишевице                    |                              |
| 1965.      |                                              |                              |
| 1965.      | Човик од свита                               | Ивов брат                    |
| 1965.      |                                              |                              |
| 1965.      |                                              | Браун                        |
| 1966.      | До победе и даље                             | Иван                         |
| 1966.      | Сретни умиру двапут                          | Зоја, отац Радојицин         |
| 1967.      | Македонска крвава свадба                     | Орхан                        |
| 1967.      | Празник                                      | газда Стево                  |
| 1968.      | Вишња на Ташмајдану                          |                              |
| 1968.      | Планина гнева                                | Ангеле                       |
| 1968.      | Пре истине                                   | Ђорђе                        |
| 1968.      | Делије                                       |                              |
| 1968.      | Вук са Проклетија                            | Урош                         |
| 1968.      | У раскораку                                  | Марко                        |
| 1969.      | Заседа                                       | Тополовачки                  |
| 1969.      | Република у пламену                          | Чавче                        |
| 1969.      | Крвава бајка                                 | Сељак са волом               |
| 1969.      | Битка на Неретви                             | Партизан                     |
| 1970.-те ▲ |                                              |                              |
| 1970.      | Цена града                                   |                              |
| 1970.      | Сирома сам ал’ сам бесан                     | Милиционер                   |
| 1971.      | Клопка за генерала                           | Видоје                       |
| 1971.      | Опклада                                      | Божидар                      |
| 1971.      | Бубашинтер                                   | Друг из Завода (глас)        |
| 1972.      | Пуцањ                                        |                              |
| 1972.      | Девето чудо на истоку                        |                              |
| 1972.      | Девојка са Космаја                           | Милоје                       |
| 1972.      | Звезде су очи ратника                        | Бошко Катанић                |
| 1972.      | И Бог створи кафанску певачицу               |                              |
| 1972.      | Трагови црне девојке                         | Јовин колега                 |
| 1972.      | Вук самотњак                                 | Деда                         |
| 1973.      | Сан доктора Мишића (ТВ)                      | Погребник                    |
| 1973.      | Камионџије (ТВ серија)                       |                              |
| 1973.      | Паја и Јаре - Камионџије                     | Муштерија                    |
| 1973.      | Опасни сусрети (ТВ серија)                   |                              |
| 1974.      | Партизани (ТВ серија)                        |                              |
| 1974.      | Позориште у кући 2 (ТВ серија)               | Радован                      |
| 1974.      | СБ затвара круг                              | власник лабрадора            |
| 1974.      | Отписани                                     | Стриц                        |
| 1974.      | Дервиш и смрт                                | Хаџи Синанудин               |
| 1974.      | Партизани                                    | Чинча                        |
| 1975.      | Кичма                                        |                              |
| 1975.      | Наивко                                       | Деда Вукајло                 |
| 1975.      | Црвена земља                                 | Сима                         |
| 1975.      | Живе везе (ТВ)                               |                              |
| 1975.      |                                              |                              |
| 1975.      | Дечак и виолина                              |                              |
| 1974-1975. | Отписани (ТВ серија)                         | Стрико                       |
| 1975.      | Ђавоље мердевине (ТВ серија)                 |                              |
| 1975.      | Песма (ТВ серија)                            | Жика                         |
| 1976.      | Све што је било лепо                         | Видоје                       |
| 1976.      | Иди тамо где те не познају (ТВ)              |                              |
| 1976.      | Јагош и Угљеша (ТВ)                          | Глигор                       |
| 1976.      | Девојачки мост                               | Деда                         |
| 1976.      | Четири дана до смрти                         |                              |
| 1976.      | Чувар плаже у зимском периоду                | Шофер                        |
| 1977.      | Кућна терапија                               |                              |
| 1977.      | Пресуда                                      |                              |
| 1977.      | 67. састанак Скупштине Кнежевине Србије (ТВ) | Миловановић                  |
| 1977.      | Лептиров облак                               | Шеф самопослуге              |
| 1977.      | Хајка                                        | Вељко Лаловић                |
| 1978.      | Двобој за јужну пругу                        | сељак поред гробља           |
| 1978.      | Тигар                                        | Тамарин отац                 |
| 1978.      | Вучари Доње и Горње Полаче (ТВ)              |                              |
| 1979.      | Ујед (ТВ)                                    | Реља                         |
| 1979.      | Партизанска ескадрила                        | деда                         |
| 1979.      | Национална класа                             | Раде                         |
| 1979.      | (ТВ серија)                                  | Гориан                       |
| 1980.-те ▲ |                                              |                              |
| 1980.      | Време, води                                  | Американецот                 |
| 1980.      | Позоришна веза                               | Ноћни чувар у позоришту      |
| 1980.      | Хајдук                                       | Надничар, Кондићев комшија   |
| 1980.      | Дуд (ТВ)                                     | Мане                         |
| 1980.      | Снови, живот, смрт Филипа Филиповића         | Уредник у штампарији         |
| 1981.      | Оружје од мора                               |                              |
| 1981.      | Ерогена зона                                 | Радник на старој фарми       |
| 1981.      | Нека друга жена                              |                              |
| 1981.      | Доротеј                                      | Игуман                       |
| 1981.      | Лов у мутном                                 | Деда Мика                    |
| 1981.      | Газија                                       | Приповедач о газијиној борби |
| 1982.      | 13. јул                                      | Чича Станиша                 |
| 1983.      | Маховина на асфалту                          | деда Иван                    |
| 1983.      | Приче из Непричаве (ТВ серија)               |                              |
| 1983.      | Велики транспорт                             | Тима                         |
| 1984.      | О покојнику све најлепше                     | Ратимир Спасић               |
| 1984.      | Опасни траг                                  | Радник у мотелу              |
| 1985.      | Узми па ће ти се дати (ТВ)                   | Сељак                        |
| 1985.      | Црвени и црни                                | комуниста из шуме            |
| 1986.      | Врење (ТВ)                                   |                              |
| 1986.      | Смешне и друге приче                         | Деда 1                       |
| 1986.      | Отац и син (ТВ)                              |                              |
| 1986.      | Разговори стари (ТВ)                         |                              |
| 1986.      | Дивљи ветар                                  | Наум                         |
| 1987.      | Вук Караџић (ТВ серија)                      | Јоксим Караџић               |
| 1988.      | Сунцокрети                                   | Јова                         |
| 1988.      | Портрет Илије Певца (ТВ серија)              | Јован, свештеник             |
| 1988.      | Ортаци                                       | Деда у возу                  |
| 1989.      | Искушавање ђавола                            | Јелкин отац                  |
| 1989.      | Време чуда (ТВ серија)                       | Михајло                      |
| 1989.      | Време чуда                                   | Михајло                      |
| 1989.      | Најбољи                                      | Деда Милашин                 |
| 1989.      | Доме, слатки доме (ТВ серија)                | Отац Васић                   |
| 1989.      | Бункер Палас Хотел                           |                              |
| 1989.      | Борис Годунов                                | Борис Годунов                |
| 1990.-те ▲ |                                              |                              |
| 1990.      | Старо гвожђе не рђа                          |                              |
| 1990.      | Под жрвњем                                   | Панта, деда                  |
| 1991.      | Глава шећера (ТВ)                            | Сељак Мата                   |
| 1992.      | (ТВ серија)                                  |                              |
| 1993.      | Пух                                          |                              |
| 1995.      | Све ће то народ позлатити (филм) (ТВ)        | Старац                       |
| 1995.      | Отворена врата (ТВ серија)                   | Деда Страја                  |
| 1997.      | Моја домовина                                |                              |
| 1997.      | Горе доле (ТВ серија)                        | деда избегличке породице     |
| 2000.-те ▲ |                                              |                              |
| 2000.      | Сенке успомена                               | Рибар                        |